# Tunisiskt landskap
Tunisiskt landskap eller Afrikanskt landskap (tyska: Tunesische Landschaft, Afrikanische Landschaft) är en oljemålning av den tyske expressionistiske konstnären August Macke. Den målades 1914 och ingår sedan 1951 i samlingarna på Kunsthalle Mannheim. 
I april 1914 reste Macke tillsammans med Paul Klee och Louis Moilliet till Tunisien. Resan gav stor inspiration och på plats utförde han omkring 167 skisser, 38 akvareller och tog dessutom många fotografier. Tunisiskt landskap tillkom efter att han återvänt till Europa men är baserad på en skiss från Saint-Germain, idag benämnt Ezzahra, som ligger utanför Tunis och som vid denna tid främst beboddes av européer. 
Med Tunisiskt landskap fångade Macke det starka ljuset i Nordafrika och han skildrade landskapet med kraftfulla färger och dramatiska kontraster mellan ljus och skugga. De kantiga formerna hos den lysande vita arkitekturen och de röda taken ger en något aggressiv spänning åt bilden. Även om den är figurativ, visar den en tendens mot abstraktion, där exempelvis byggnader och landskap reducerats till grundläggande geometriska former. 
Detta var en av Mackes sista målningar och han avled bara några månader senare i första världskrigets inledning. 

## Andra målningar av Macke från Tunisien

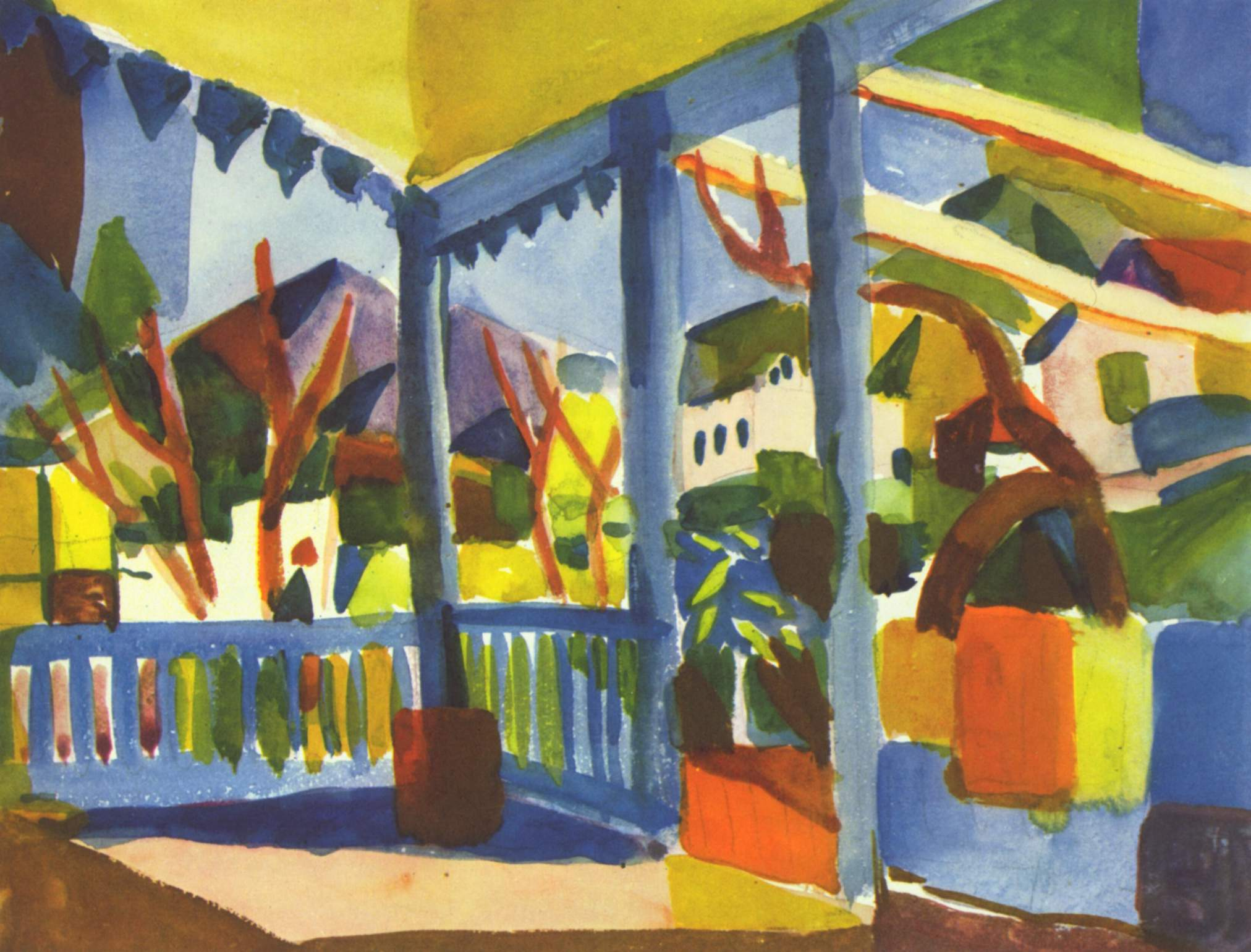
Terrasse des Landhauses in St. Germain (1914), LWL-Museum für Kunst und Kultur.
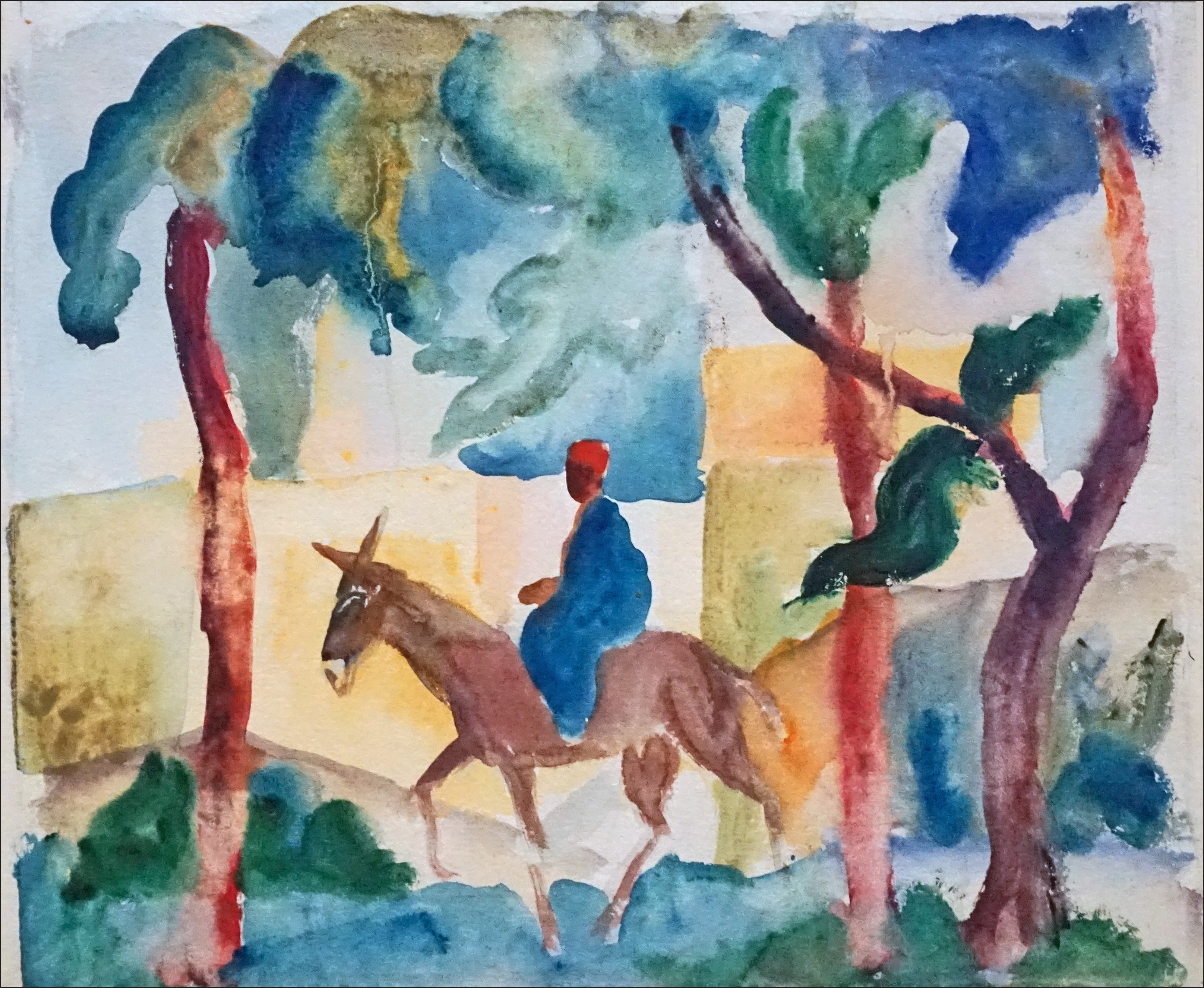
Eselreiter (1914), August-Macke-Haus.
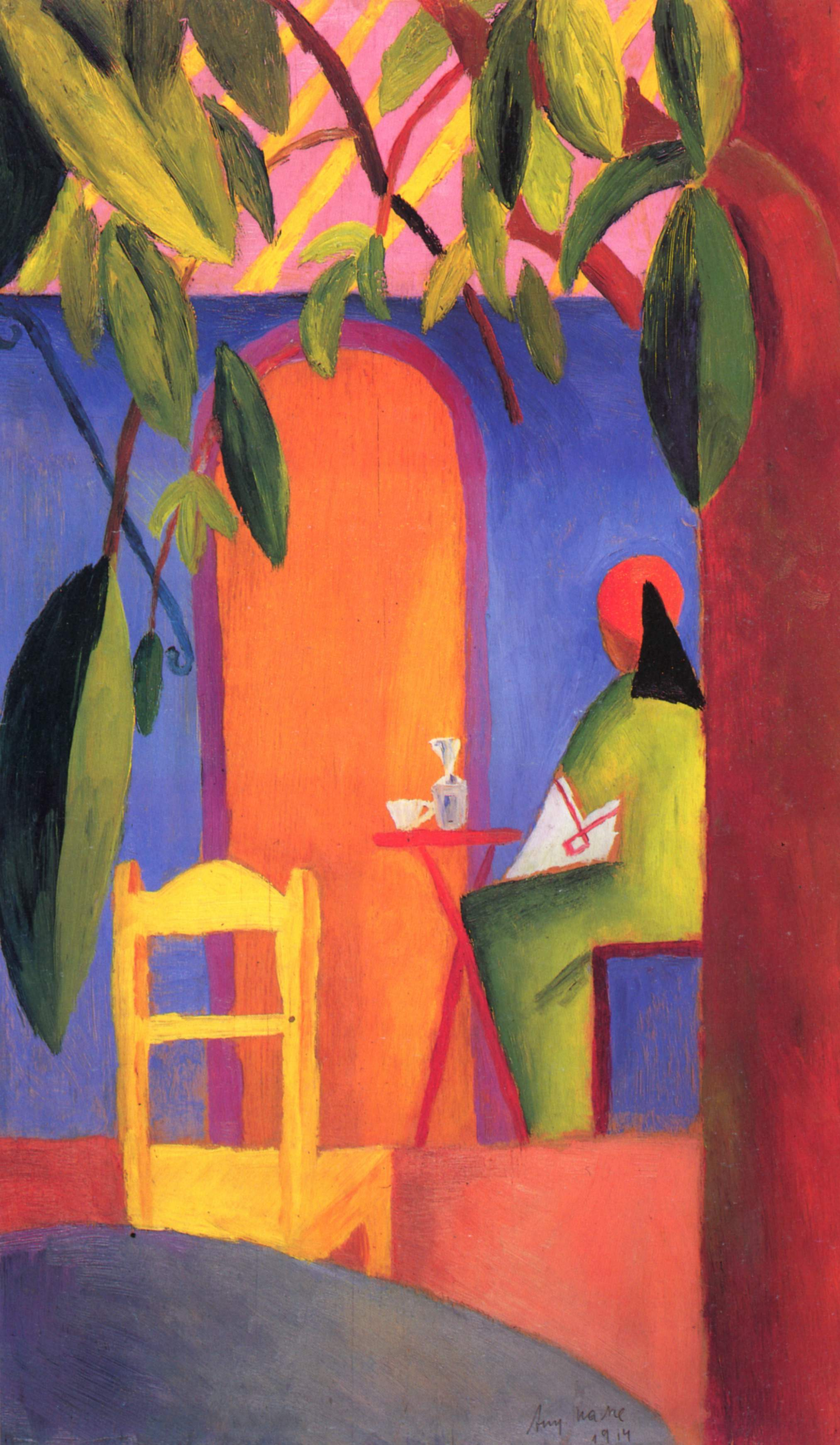
Türkisches Café (1914), Städtische Galerie im Lenbachhaus.
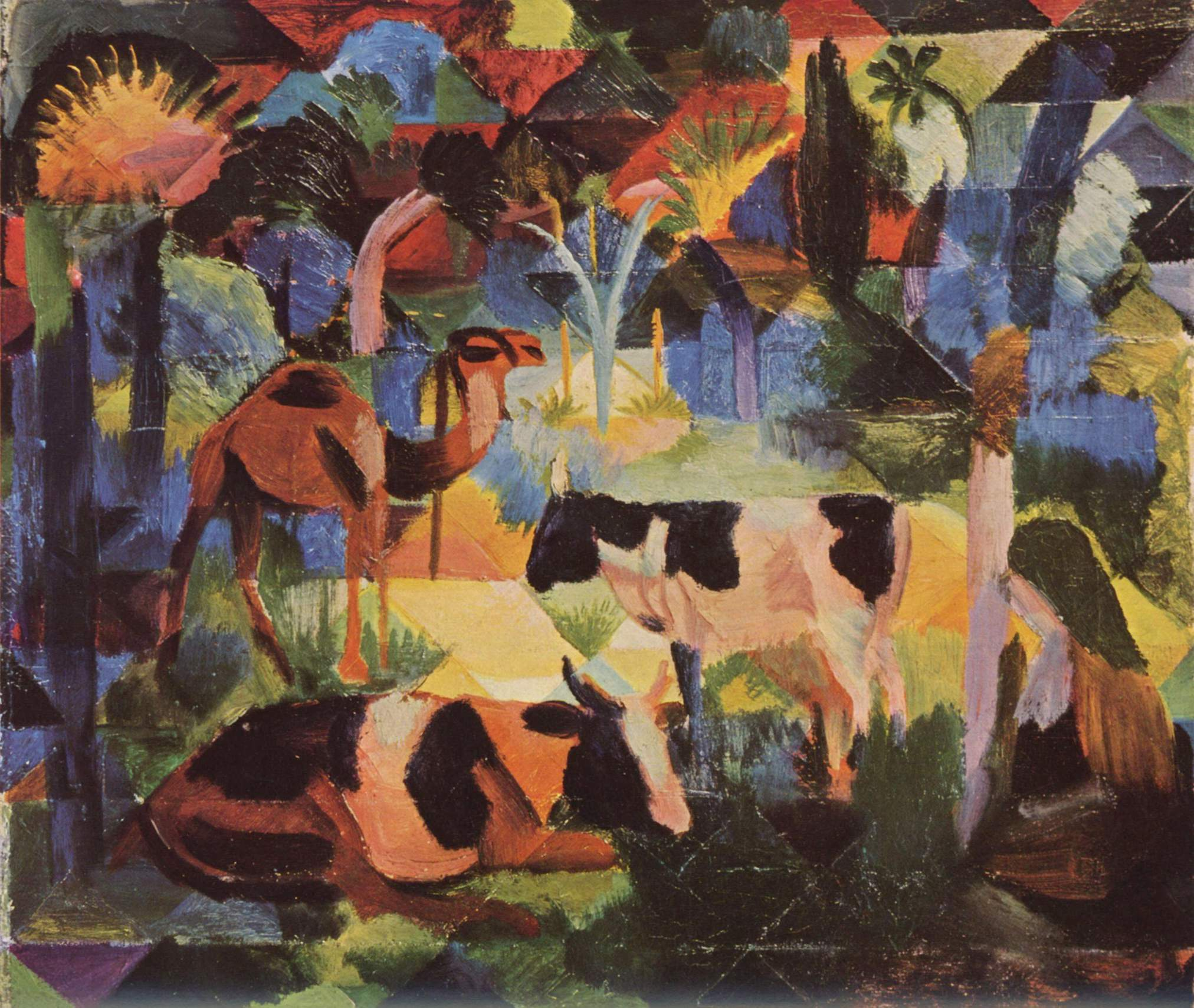
Landschaft mit Kühen und Kamel (1914), Kunsthaus Zürich.